# Sonjvara
Sonjvara (mađ. Asszonyvár) je pogranično selo u južnoj zapadnoj Mađarskoj.

## Zemljopisni položaj
Nalazi se na 46,286165° sjeverne zemljopisne širine i 16,908088° istočne zemljopisne dužine. Rijeka Drava i granica s RH je oko 2 km zapadno, 1 km jugozapadno i 2 km južno. 
Od naselja u Hrvatskoj, Legrad je zapadno, Đelekovec je jugozapadno. Jezero Jegeniš u Hrvatskoj je jugozapadno, a jezero Šoderica južno. 5 km sjeverozapadno je šuma Veliki Pažut u Hrvatskoj.
Od naselja u Mađarskoj, Legradska Gora je 1 km zapadno, Tiloš je 1 km istočno, Šur je sjeveroistočno, Belezna je sjeverno-sjeveroistočno, Kerestur je sjeverozapadno, Fićehaz sjeverno-sjeverozapadno, Bikežda je sjeveroistočno,  Zákányfalu je istočno, Zakon je jugoistočno.

## Upravna organizacija
Nalazi se u Čurgujskoj mikroregiji u Šomođskoj županiji. Poštanski broj je 8854.
Pripada naselju Tilošu. Stanovnika Sonjvare u Zakonu nazivaju Sonjvarec.

## Povijest
Blizu ušća rijeke Mure u Dravu hrvatski ban Nikola Zrinski dao je sagraditi 1661. godine utvrdu Novi Zrin. Dio se nalazi u današnjem Tilušu. Turci su ju za osvajanja razorili potkopom 1664. godine.
Ranih 1700-ih opisi za prostor Őr-a (Eör-a), spominje hrvatska rimokatolička sela. Trag toga su prezimena koja jasno ukazuju na njih (pr. Navracsics, Iváncsics, Kalinics, Spolarics).
1760. doseljavaju se Mađari.  već su počele mađarski imigracije na selu. Tijekom tog razdoblja rabe se dva naziva za selo: Őr i Tilos. 1800-ih se rabe naizmjence.

## Promet
1,5 km južno od sela prolazi željeznička pruga Velika Kaniža-Pečuh. Željeznička postaja Tiluš nalazi se dalje od sela, 2,5 km sjeverozapadno, uz rijeku Dravu, podno Legradske Gore.

## Stanovništvo
Sonjvara ima 24 stanovnika (2001.). U cijelom Tilušu kojem pripada skoro svi su Mađari. 5,27% su Romi.